# Pokémon Unite
Pokémon Unite — компьютерная игра в жанре MOBA, разработанная компанией TiMi Studio Group и выпущенная The Pokémon Company 21 июля 2021 для Nintendo Switch и 22 сентября 2021 для мобильных устройств.

## Игровой процесс
Игроки играют за покемонов, в игре участвуют две команды размером до 5 игроков (в зависимости от режима). В отличие от большинства MOBA игр, в процессе игры нужно не уничтожать базу соперника, а получать баллы. Для их получения требуется собрать ресурс с «диких» покемонов, прорваться к одному из специальных кругов, называемых «зонами гола» на вражеской половине поля боя и сделать каст, который может быть прерван получением урона. При успехе игрок теряет ресурс, а на счёт команды начисляются баллы. На один матч даётся 10 минут, по окончании которых команда, собравшая наибольшее количество баллов побеждает.

### Режимы игры
Существуют три различных режима игры: стандартный, рейтинговый и быстрый. В быстром режиме игра длится всего 5 минут, а игра проходит в формате 3 на 3 или 4 на 4 в зависимости от карты.

## Критика
| Сводный рейтинг    | Сводный рейтинг |
| Агрегатор          | Оценка          |
| ------------------ | --------------- |
| Metacritic         | NS: 70/100      |
| Иноязычные издания |                 |
| Издание            | Оценка          |
| Destructoid        | 7/10            |
| Game Informer      | 8/10            |
| GameSpot           | 7/10            |
| IGN                | 6/10            |
| Nintendo Life      | [ 8 ]           |

Игра получила разные оценки критиков. IGN и Destructoid похвалили игру за игровой процесс, но раскритиковали микротранзакции.

### Награды
| Год  | Награда              | Категория             | Результат | Прим. |
| ---- | -------------------- | --------------------- | --------- | ----- |
| 2021 | The Game Awards 2021 | Лучшая мобильная игра | Номинация | [ 9 ] |